# Condado de Wright (Iowa)
O Condado de Wright é um dos 99 condados do estado norte-americano de Iowa. A sede do condado é Clarion, que é também a sua maior cidade. O condado tem uma área de 1509 km² (dos quais 5 km² estão cobertos por água), uma população de 14 334 habitantes, e uma densidade populacional de 10 hab/km² (segundo o censo nacional de 2000). O condado foi fundado em 1851 e recebeu o seu nome em homenagem a Silas Wright (1795–1847), que foi governador de Nova Iorque, e a Joseph Albert Wright (1810–1867), que foi governador de Indiana.